# Arquidiócesis de Nueva Segovia
La arquidiócesis de Nueva Segovia (en latín: Archidioecesis Novae Segobiae, en inglés: Roman Catholic Archdiocese of Nueva Segovia y en ilocano: Arkidiocesis ti Nueva Segovia) es una circunscripción eclesiástica de la Iglesia católica en Filipinas. Se trata de una arquidiócesis latina, sede metropolitana de la provincia eclesiástica de Nueva Segovia. Desde el 30 de diciembre de 2013 su arzobispo es Mario Mendoza Peralta.

## Territorio y organización

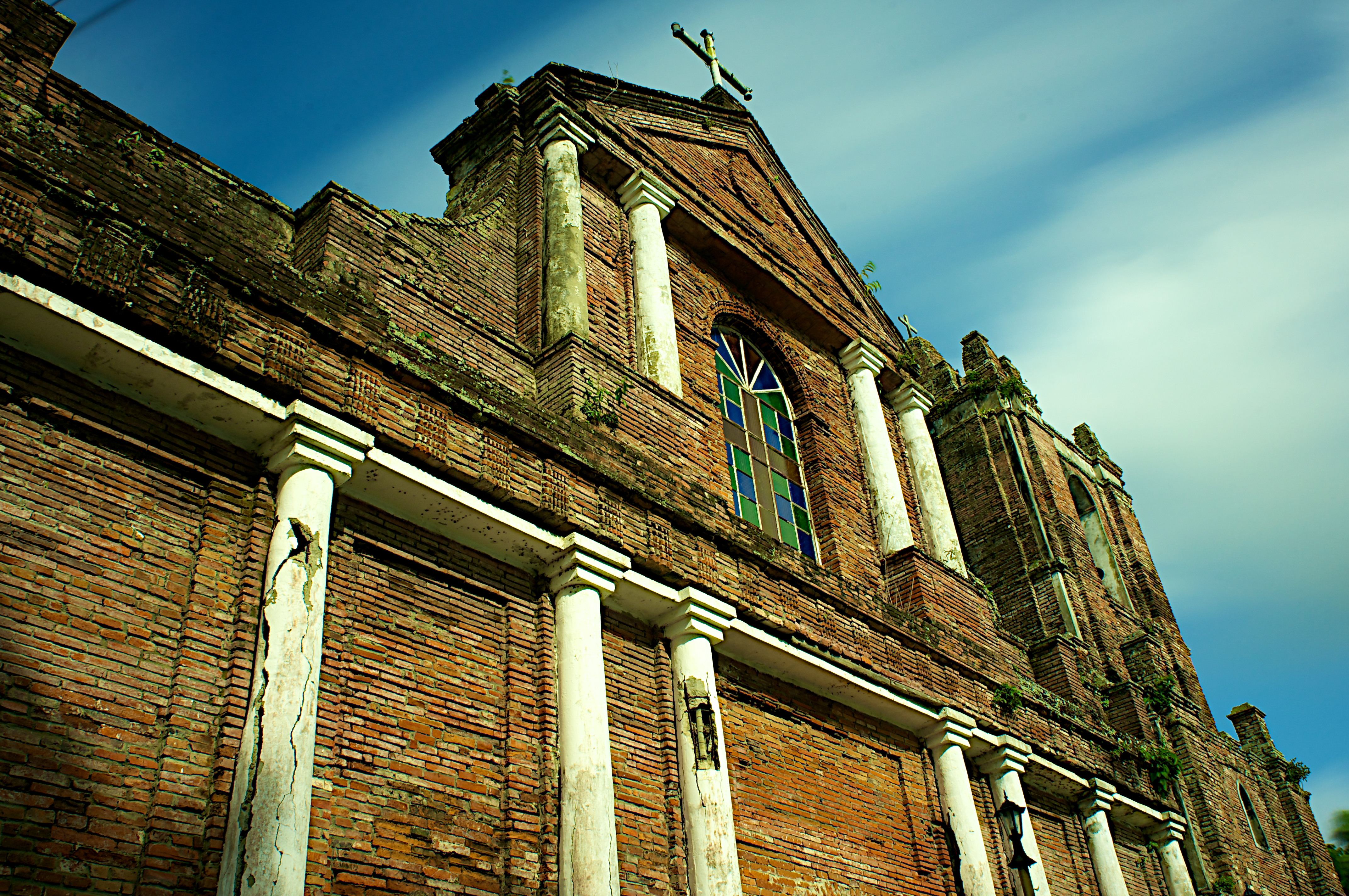
Iglesia de Santo Domingo, en Lal-lo, primera catedral de la diócesis

La arquidiócesis tiene 2579 km² y extiende su jurisdicción sobre los fieles católicos de rito latino residentes en la parte provincia de Ilocos Sur en la región de Ilocos.
La sede de la arquidiócesis se encuentra en la ciudad de Vigán, en donde se halla la Catedral de la Conversión de San Pablo Apóstol. En Santa María se encuentra la iglesia de Nuestra Señora de la Asunción, una de las Iglesias barrocas de Filipinas que fueron declaradas Patrimonio de la Humanidad por la Unesco.
En 2019 en la arquidiócesis existían 41 parroquias.
La arquidiócesis tiene como sufragáneas a las diócesis de: Baguió, Bangued y Laoag.

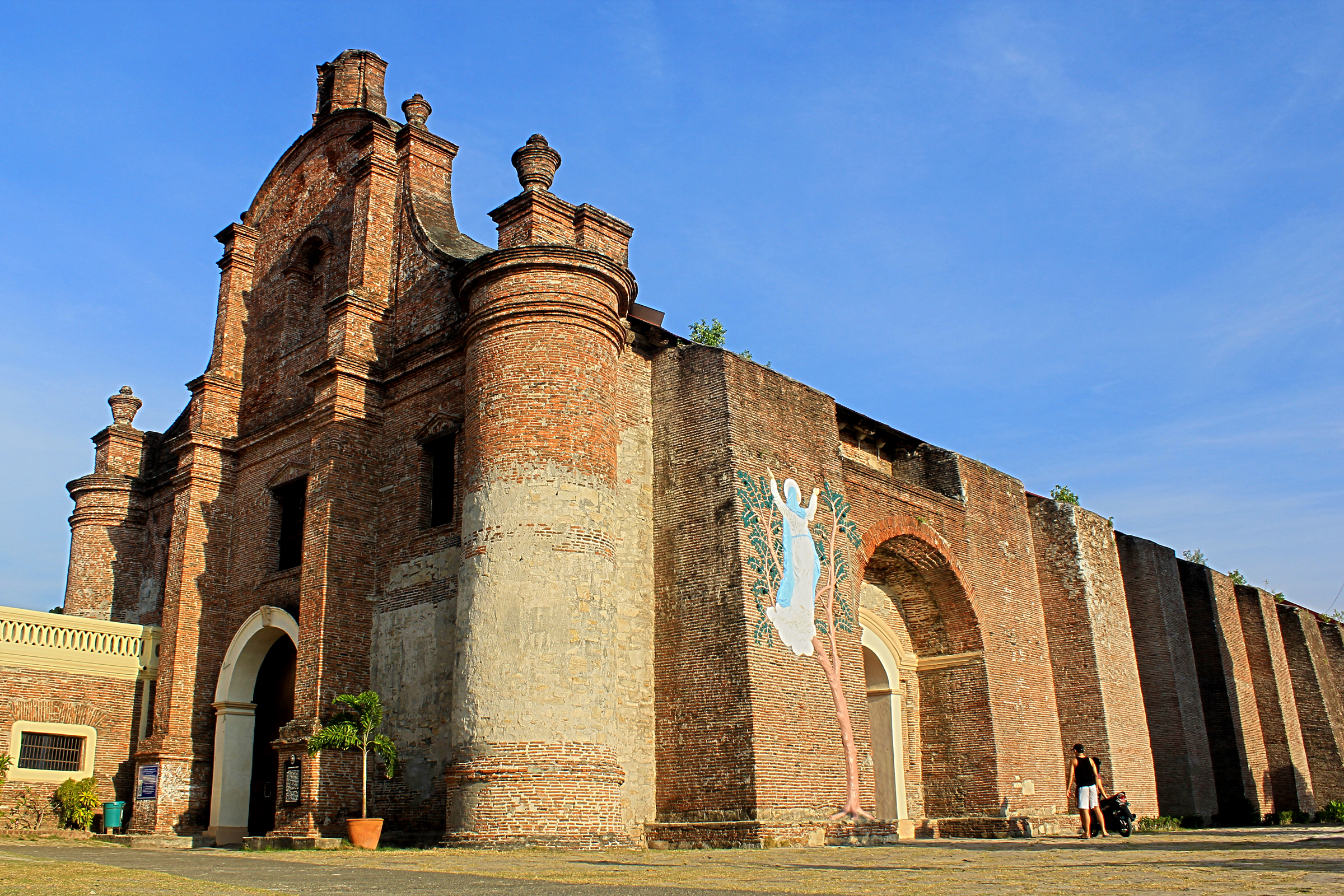
Iglesia de Nuestra Señora de la Asunción, en Santa María

## Historia
La diócesis de Nueva Segovia fue erigida por el papa Clemente VIII el 14 de agosto de 1595, tomando el territorio de la arquidiócesis de Manila, de la que originalmente era sufragánea. La sede de la diócesis era la ciudad de Nueva Segovia, hoy llamada Lal-lo, en donde la catedral era la iglesia de Santo Domingo.
En 1758 se trasladó la sede episcopal de Nueva Segovia a Vigán.
Al formase en base al mandato constitucional la Diputación Provincial de las Islas Filipinas esta diócesis coincide con una de las cuatro provincias en que se ha dividido del Reyno de Filipinas para facilitar las elecciones de diputados:

"...La provincia de Nueva Segovia, cuya capital es la ciudad de Bigan, residencia del Ilustrísimo Obispo y  Alcalde Mayor de Ylocos, se ha subdividido en cuatro partidos que son:
- La cuatro Alcaldías Mayores de Ylocos, de Pangansian, de Cagayán y de Batanes...."

Prontuario Directivo.

A finales del siglo XIX esta diócesis comprendía las provincias y comandancias de Ilocos Sur, Abra, Benguet, Bontoc, Cagayán, Ilocos Norte, Isabela, islas Batanes, Lepanto, Nueva Vizcaya, Pangasinán, Tárlac y Unión, contándose en ella 171 entre curatos y misiones con 997 629 almas. Este obispado carecía de cabildo, pero tenía su correspondiente curia eclesiástica y juzgado provisoral.
El 10 de abril de 1910 cedió una parte de su territorio a la diócesis de Tuguegarao (hoy arquidiócesis de Tuguegarao); en esta nueva circunscripción viene comprendida también la sede primitiva de Lal-lo, que hoy se encuentra fuera de los confines de la arquidiócesis que toma su nombre.
El 15 de julio de 1932 cedió una parte de su territorio para la erección de la prefectura apostólica de las Provincias de la Montaña (hoy diócesis de Baguió) mediante el decreto Quo facilius de la Congregación Consistorial.
El 29 de junio de 1951 la diócesis fue elevada al rango de arquidiócesis metropolitana con la bula Quo in Philippina del papa Pío XII.
El 12 de junio de 1955 cedió una porción de su territorio para la erección de la prelatura territorial de Bangued (hoy diócesis de Bangued) mediante la bula Cum misericos del papa Pío XII.
El 5 de junio de 1961 cedió una porción de su territorio para la erección de la diócesis de Laoag mediante la bula Novae Segobiae del papa Juan XXIII.
El 19 de enero de 1970 cedió otra porción de su territorio para la erección de la diócesis de San Fernando de La Unión mediante la bula Qui disponente Deo del papa Pablo VI.

## Estadísticas
Según el Anuario Pontificio 2020 la arquidiócesis tenía a fines de 2019 un total de 609 201 fieles bautizados.
| Año                                                                             | Población            | Población | Población      | Sacerdotes | Sacerdotes    | Sacerdotes    | Bautizados por sacerdote | Diáconos permanentes | Religiosos | Religiosos | Parroquias |
| Año                                                                             | Bautizados católicos | Total     | % de católicos | Total      | Clero secular | Clero regular | Bautizados por sacerdote | Diáconos permanentes | Varones    | Mujeres    | Parroquias |
| ------------------------------------------------------------------------------- | -------------------- | --------- | -------------- | ---------- | ------------- | ------------- | ------------------------ | -------------------- | ---------- | ---------- | ---------- |
| 1950                                                                            | 589 676              | 851 673   | 69.2           | 151        | 102           | 49            | 3905                     |                      | 20         | 157        | 80         |
| 1970                                                                            | ?                    | 365 000   | ?              | 102        | 86            | 16            | ?                        |                      |            | 215        | 34         |
| 1980                                                                            | 423 000              | 521 000   | 81.2           | 70         | 53            | 17            | 6042                     |                      | 27         | 187        | 35         |
| 1990                                                                            | 464 000              | 548 000   | 84.7           | 69         | 55            | 14            | 6724                     | 3                    | 14         | 200        | 40         |
| 1999                                                                            | 503 397              | 599 885   | 83.9           | 61         | 56            | 5             | 8252                     |                      | 5          | 122        | 40         |
| 2000                                                                            | 518 822              | 609 739   | 85.1           | 61         | 58            | 3             | 8505                     |                      | 3          | 129        | 40         |
| 2001                                                                            | 519 172              | 611 347   | 84.9           | 61         | 58            | 3             | 8511                     |                      | 3          | 168        | 40         |
| 2003                                                                            | 524 999              | 617 460   | 85.0           | 68         | 63            | 5             | 7720                     |                      | 5          | 162        | 40         |
| 2004                                                                            | 523 813              | 621 923   | 84.2           | 74         | 69            | 5             | 7078                     |                      | 5          | 162        | 40         |
| 2013                                                                            | 615 000              | 730 000   | 84.2           | 74         | 71            | 3             | 8310                     |                      | 3          | 96         | 41         |
| 2016                                                                            | 584 174              | 699 793   | 83.5           | 71         | 68            | 3             | 8227                     |                      | 3          | 116        | 41         |
| 2019                                                                            | 609 201              | 728 820   | 83.6           | 82         | 71            | 11            | 7429                     |                      | 12         | 107        | 41         |
| Fuente: Catholic-Hierarchy, que a su vez toma los datos del Anuario Pontificio. |                      |           |                |            |               |               |                          |                      |            |            |            |

## Episcopologio
- Miguel de Benavides, O.P. † (30 de agosto de 1595-7 de octubre de 1602 nombrado arzobispo de Manila)
- Diego Soria, O.P. † (15 de noviembre de 1602-1613 falleció)
- Miguel Garcia Serrano, O.S.A. † 3 de agosto de 1616-12 de febrero de 1618 nombrado arzobispo de Manila)
- Juan Rentería † (5 de marzo de 1618-1626 falleció)
- Fernando Guerrero, O.S.A. † (17 de mayo de 1627-9 de enero de 1634 nombrado arzobispo de Manila)
- Diego Francisco Aduarte, O.P. † (23 de enero de 1634-1637 falleció)
- Fernando Montero Espinosa † (16 de julio de 1639-5 de febrero de 1646 nombrado arzobispo de Manila)
  - Herdando de Lobo Castrillo † (1649-9 de diciembre de 1649 nombrado arzobispo de Puerto Rico) (obispo electo)
- Rodrigo Cárdenas, O.P. † (30 de mayo de 1650-1661 falleció)
  - Sede vacante (1661-1671)
- José Millán de Poblete † (10 de julio de 1671-24 de junio de 1674 falleció)
- Lucas Arquero de Robles † (6 de noviembre de 1677-9 de agosto de 1678 falleció)
- Francisco Pizarro de Orellana † (27 de mayo de 1680-2 de septiembre de 1683 falleció)
  - Sede vacante (1683-1699)
- Diego Gorospe de Irala, O.P. † (1 de junio de 1699-20 de mayo de 1715 falleció)
- Pedro Mejorada, O.P. † (1 de octubre de 1717-31 de julio de 1719 falleció)
  - Sede vacante (1719-1724)
- Jerónimo Herrera y Lopez † (20 de noviembre de 1724-marzo de 1742 falleció)
- Manuel del Río Flores, O.P. † (16 de mayo de 1744-1745 falleció)
  - Sede vacante (1745-1750)
  - Juan de Archedera, O.P. † (19 de enero de 1750-12 de noviembre de 1751 falleció) (obispo electo)
- Juan de La Fuente Yepes † (28 de mayo de 1753-1757 falleció)
- Bernardo de Ustariz, O.P. † (19 de diciembre de 1763-2 de agosto de 1764 falleció)
- Miguel García San Esteban, O.P. † (16 de septiembre de 1768-11 de noviembre de 1779 falleció)
- Juan Ruiz de San Agustín, O.A.R. † (25 de junio de 1784-1796 falleció)
- Agustín Pedro Blaquier, O.S.A. † (20 de julio de 1801-31 de diciembre de 1803 falleció)
- Cayetano Pallás, O.P. † (6 de octubre de 1806-1814 falleció)
- Francisco Albán Barreiro, O.P. † (14 de abril de 1817-8 de diciembre de 1837 falleció)
  - Sede vacante (1837-1846)
- Rafael Masoliver, O.P. † (19 de enero de 1846-1846 falleció)
- Vicente Barreiro Pérez, O.S.A. † (14 de abril de 1848-17 de mayo de 1856 falleció)
- Juan José Aragonés, O.S.A. † (27 de marzo de 1865-14 de agosto de 1872 falleció)
- Mariano Cuartero y Sierra, O.A.R. † (16 de enero de 1874-2 de agosto de 1887 falleció)
- José Hevía y Campomanes, O.P. † (27 de mayo de 1889-12 de junio de 1903 renunció[nota 2])
- Dennis Joseph Dougherty † (12 de junio de 1903-19 de abril de 1908 nombrado obispo de Jaro)
- James Jordan Carroll † (21 de junio de 1908-26 de octubre de 1912 renunció[nota 3])
- Peter Joseph Hurth, C.S.C. † (7 de enero de 1913-12 de noviembre de 1926 renunció[nota 4])
- Santiago Caragnan Sancho † (22 de abril de 1927-12 de octubre de 1966 falleció)
- Juan Callanta Sison † (12 de octubre de 1966-12 de septiembre de 1981 falleció)
- José Tomás Sánchez † (12 de enero de 1982-22 de marzo de 1986 renunció)
- Orlando Beltran Quevedo, O.M.I. (22 de marzo de 1986-30 de mayo de 1998 nombrado arzobispo de Cotabato)
- Edmundo Madarang Abaya † (22 de mayo de 1999-12 de febrero de 2005 retirado)
- Ernesto Antolin Salgado (12 de febrero de 2005-30 de diciembre de 2013 retirado)
- Mario Mendoza Peralta, desde el 30 de diciembre de 2013